# 石排灣 (澳門)

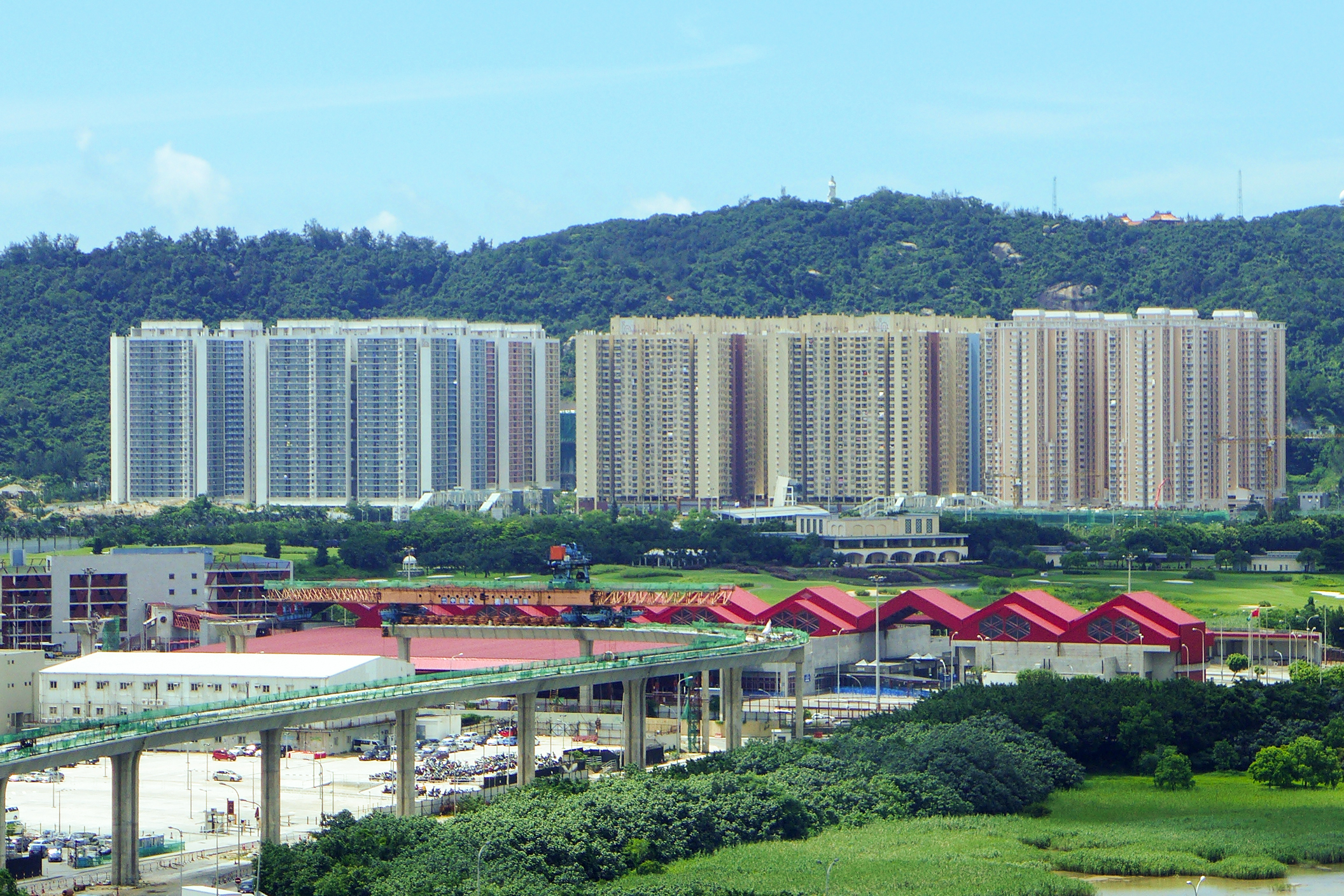
石排灣公屋群 (2016年)

石排灣（葡萄牙語：Seac Pai Van），位於澳門路氹城以南，由路氹連貫公路接連北方的氹仔及澳門半島，是澳門路環島西北部地區，當地有石排灣郊野公園、石排灣馬路、聯生工業村、蝴蝶谷大馬路等，另外媽祖文化村入口及標誌性牌坊亦設於此處。

## 石排灣都市化規劃
土地工務運輸局於2009年9月11日公布，石排灣將規劃為一個全新、人口為六萬人的生活小區，小區佔地面積約30萬平方米。並會興建公屋。
- 為保持路環作為澳門市肺的定位，小區會將本來欠缺綠化的聯生工業村和石礦場進行大量綠化，以令小區與鄰近石排灣郊野公園景緻互相協調；另外，小區內建築物高度限制在海拔90米以下。
- 配合政府環保政策，小區引進天然氣。

石排灣公屋區統稱「石排灣公屋群」，現有四個公屋項目，四個公屋的命名首個字串連之含意—「安、居、樂、業」。當中包括經濟房屋安順大廈、居雅大廈，社會房屋樂群樓及經濟房屋業興大廈，共可容納五萬人居住。其中居雅大廈及樂群樓已經在2013年4月間入伙，不少政府部門也將進駐公屋群設置辦事處，另外，衛生局也將設在路環市區的衛生服務站遷至樂群樓。
此外在石排灣設有「蝴蝶谷大馬路總站」、另設5個巴士站「和諧廣場／業興大廈」、「和諧廣場／樂群樓」、「樂居大馬路／樂群樓」、「樂居大馬路／居雅大廈」、「安順大廈」。

## 社區

### 住屋
- 樂群樓（一共六座，社會房屋）

- 居雅大廈（共八座）
- 業興大廈
- 安順大廈

### 商店
- 中國銀行
- 大豐銀行
- 大西洋銀行
- 新苗超級市場
- 來來超級市場
- 大柔屋 supermarket
- 茶餐廳（樂群茶室、小泉居、飯飯佳、麥當勞、利盛咖啡美食、澳美食）
- 黃光記五金
- 巴西餅店
- 窩蜂代收
- Ebuy代收
- K&A單剪理髮店
- 愛勤藥房
- 廣仁堂中藥房
- 佳學補習

### 社區設施
- 石排灣社會及衛生服務大樓
  - 石排灣衛生中心（衛生局）
- 街坊總會石排灣家庭及社區綜合服務中心（澳門街坊會聯合總會）
- 明愛食品分配站
- 石排灣社區綜合大樓（內設圖書館、熟食中心及巴士總站）
  - 離島區市民服務中心－石排灣分站（市政署）
  - 房屋局離島服務處
- 婦聯樂頤長者日間中心（澳門婦女聯合總會）
- 星光舍（澳門弱智人士家長協進會）
- 灣晴居（澳門循道衛理聯合教會社會服務處）
- 樂陶苑（澳門基督教青年會）

## 教育
- 石排灣公立學校（教育及青年發展局）
- 傳承國際學校
- 澳門培正中學（路環校部）
- 澳門科技大學醫學院、擎天匯學生宿舍
- 澳門城市大學路環新校舍（規劃中）

## 交通

### 公共巴士總站
- 蝴蝶谷大馬路總站
- 聯生圓形地總站

### 軌道交通
- █  石排灣線石排灣站

## 鄰近
- 疊石塘山
- 荔枝碗村
- 路環市區
- 媽祖文化村
- 石排灣郊野公園
- 九澳村
- 竹灣海灘
- 黑沙海灘
- 路氹連貫公路
- 重型汽車駕駛學習中心
- 鮑思高青年村
- 聯生工業村